# Corispermum canescens
Corispermum canescens — вид квіткових рослин родини щирицевих (Amaranthaceae).

## Біоморфологічна характеристика
Це однорічна рослина 10–70 см заввишки. Плоди крилаті.

## Поширення
Росте на півдні та південному сході Європи.
В Україні вид росте на прирічкових пісках і на приморських пісках — у пониззі Дніпра та Пд. Буга, чорноморсько-Азовською літораллю